# Юньти
Айсиньгёро Юньти (10 февраля 1688 — 16 февраля 1755) — маньчжурский принц и генерал династии Цин. При рождении он получил имя
Иньчжэнь. До 1722 года он был также известен как Иньти. Носил титул принца (князя) Сюнь первого ранга (1748—1755).

## Биография

### ЭпохаКанси
Юнти родился как «Иньчжэнь» (胤祯;胤禎; Yìnzhēn) в клане Айсин Гёро. Четырнадцатый сын цинского императора Канси (1654—1722), правившего в 1661—1722 годах. Его матерью была императрица Сяогонжэнь (孝恭仁皇后, 1660—1723), которая также родила императора Юнчжэна. Поскольку имя Юньти при рождении «Иньчжэнь» было похоже на имя его четвертого брата Иньчжэня (胤禛), оно было изменено на «Иньти» (胤禵).
В 1709 году Иньти получил титул бэйцзы. В 1718 году, после того как джунгарские силы разгромили цинскую армию вдоль реки Салуин в Тибете, император Канси назначил Иньти «великим полководцем, усмиряющим границу» (撫遠大將軍), чтобы возглавить 300-тысячную армию в Тибете, чтобы победить джунгарскую армию под командованием Цэван-Рабдана. Считалось, что это был знак того, что император Канси рассматривал Иньти как потенциального наследника своего престола. В феврале 1720 года Иньти приказал своим заместителям Гальби и Яньсиню отправиться из Синина, чтобы взять Лхасу, в то время как принц остался в Синине, чтобы заручиться поддержкой их монгольских союзников, а затем сопровождать седьмого Далай-ламу в Лхасу. 24 сентября 1720 года армия Иньти захватила Лхасу и вернула Далай-ламу во дворец Потала.

### ЭпохаЮнчжэна
21 декабря 1722 года, когда принц Иньти планировал завоевание Джунгарского ханства, он получил известие о смерти императора Канси и был немедленно вызван обратно в столицу Пекин на похороны своего отца. Его четвертый брат, Иньчжэнь, стал преемником их отца и стал исторически известен как император Юнчжэн (1722—1735). Иньти и его братьям пришлось изменить иероглиф Инь (胤) в своих именах на Юнь (允), чтобы избежать табу на имена, потому что личное имя правящего императора содержало иероглиф Инь.
В 1723 году Юньти был повышен от бэйцзы до цзюньвана (принца второго ранга). Однако в следующем году его снова понизили в должности до бэйцзы. Император Юнчжэн воспринимал Юнтьи как потенциальную угрозу своему трону, поэтому в 1725 году он лишил Юнти титула бэйцзы и поместил его под домашний арест во дворце Шоухуан в современном парке Цзиншань.

### ЭпохаЦяньлуна
В 1735 году цинский император Юнчжэн скончался, и ему наследовал его четвертый сын Хунли, который стал исторически известен как император Цяньлун (1735—1796). Император Цяньлун освободил своего дядю Юньти в том же году после своей коронации. В 1737 году Юньти был восстановлен в рядах знати как фугуо гун (меньший герцог). Десять лет спустя, в 1747 году, он был произведён в бэйлэ. В 1748 году он снова был повышен до цзюньвана и получил титул «принц Сюнь второго ранга» (恂郡王).
Юньти скончался 16 февраля 1755 года и был посмертно удостоен звания принца Сюньциня второго ранга (恂勤 郡 王). Звание пэра принца Сюнь унаследовал его второй сын Хунмин (弘明; 1705—1767), который стал бэйлэ в 1735 году.

## Семья
От жен и наложниц у принца Юньти было 4 сына (Хунчунь, Хунмин, Хунъин и Хункай) и 7 дочерей.

## В художественной литературе и популярной культуре
- Сыграл Чеунг Вай в фильме "Взлет и падение династии Цин " (1988).
- Сыграл Хуан Иньсюнь в Legend of YungChing (1997).
- Сыграл Сюй Цзумин в династии Юнчжэн (1999).
- Сыграл Дерек Квок в Короле вчера и завтра (2003).
- Сыграл Чен Чжихуэй в Хуан Тайцзы Миши (2004).
- Сыграл Мао Цзыцзюнь во дворце (2011)
- Сыграл Линь Гэнсинь в Алые сердца (2011)
- Сыграл Вэй Цяньсян во Дворце II (2012)
- Сыграл Оуэн Чунг в позолоченных палочках для еды (2014).
- Сыграл Синь Юнь Лай в Dreaming Back to the Qing Dynasty (2019)